# 真木小太郎
真木 小太郎（まき こたろう、1909年6月4日 - 1984年7月28日）は、日本の舞台美術家、衣裳デザイナーである。日本舞台テレビ美術家協会会長を歴任した。

## 人物・来歴
1909年（明治42年）6月4日、茨城県に生まれる。1927年に水戸一高卒業。
東京に移り、旧制・東京美術学校（現在の東京藝術大学）に入学する。
1935年（昭和10年）、東京宝塚劇場（現在の東宝）に入社、1936年（昭和11年）に同社が合併した日本劇場では、衣裳も装置も手がけている。1944年に妻との間に息子・マイク真木をもうける。
第二次世界大戦後、東宝を退社してフリーランスとなった。1958年（昭和33年）、大映東京撮影所が製作した増村保造監督の『巨人と玩具』や、1959年（昭和34年）、東宝が製作・配給した山本嘉次郎監督の『孫悟空』等の衣裳をデザイン・構成を手がけた。
舞台美術に関しては、『屋根の上のヴァイオリン弾き』等のミュージカルを中心に携わった。1975年（昭和50年）、俳優の益田喜頓らとともに第1回菊田一夫演劇賞特別賞を受賞した。
1984年（昭和59年）7月28日、死去した。満75歳没。
2003年に、真木と越路吹雪との恋愛を描いたミュージカル『越路吹雪物語』が池畑慎之介主演で上演。草刈正雄が真木を演じた。

## フィルモグラフィ
- 『巨人と玩具』 : 監督増村保造、美術下河原友雄、大映東京撮影所、1958年 - 衣裳構成
- 『不敵な男』 : 監督増村保造、美術下河原友雄、大映東京撮影所、1958年 - 衣裳構成
- 『最高殊勲夫人』 : 監督増村保造、美術下河原友雄、大映東京撮影所、1959年 - 衣裳構成
- 『孫悟空』 : 監督山本嘉次郎、美術北猛夫、東宝、1959年 - 衣裳考証
- 『氾濫』 : 監督増村保造、美術渡辺竹三郎、大映東京撮影所、1959年 - 衣裳構成
- 『大盗賊』 : 監督谷口千吉、美術北猛夫、東宝、1963年 - 衣裳デザイン
- 『奇巌城の冒険』 : 監督谷口千吉、美術植田寛、東宝・三船プロダクション、1966年 - 衣裳デザイン
- 『痴人の愛』 : 監督増村保造、美術間野重雄、大映東京撮影所、1967年 - 衣裳考証

## 註
1. 1 2 3 4 5 6 7 8 9  真木小太郎、『講談社 日本人名大辞典』、講談社、コトバンク、2010年3月5日閲覧。
2. 1 2  真木小太郎、日本映画データベース、2010年3月5日閲覧。
3. ↑  卒業時の写真（大正１３年～昭和８年） 水戸一高蹴球部OB会
4. ↑  菊田賞受賞者リスト、東宝、2010年3月5日閲覧。
5. ↑  2008-4月～5月『越路吹雪物語』